# Издательство Йельского университета
Издательство Йельского университета (англ. Yale University Press) основано в 1908 году. Официально стало одним из департаментов Йельского университета в 1961 году, оставаясь при этом финансово независимым.
Редакция издательства находится в Нью-Хейвене (Коннектикут); имеется филиал в Лондоне. Это одно из немногих американских университетских издательств, имеющих отделение в Великобритании. Этим филиалом издаётся почти треть из выходящих в издательстве книг.
По состоянию на 2009 год издательство ежегодно публикует около 300 новых наименований книг в твёрдой обложке и около 150 в мягкой. Общий ассортимент книг издательства в печати составляет порядка 6000 наименований. Наибольшей известностью пользуются публикации по искусству и архитектуре; это одно из ведущих издательств в этой области. Издаются также книги по политологии, философии, истории, библеистике, художественная литература.
Книги издательства Йельского университета неоднократно удостаивались различных книгоиздательских премий и призов, в том числе восьми Пулитцеровских премий.